# Сафонова, Дарья Александровна
Да́рья Алекса́ндровна Сафо́нова (род. 21 марта 1980, Челябинск), в замужестве Те́рехова — российская легкоатлетка, специалистка по спринтерскому бегу. Выступала за сборную России по лёгкой атлетике в конце 2000-х годов, чемпионка Европы в помещении в эстафете 4 × 400 метров, многократная победительница и призёрка первенств национального значения. Представляла Челябинскую и Свердловскую области. Мастер спорта России международного класса.

## Биография
Дарья Сафонова родилась 21 марта 1980 года в Челябинске.
В детстве занималась художественной гимнастикой, фигурным катанием, баскетболом, прыжками с шестом. В бег перешла в возрасте 16 лет, проходила подготовку под руководством тренеров О. Васильева и А. Плетминцева, позже была подопечной В. Н. Береглазова и В. С. Казарина. Выступала за клуб «Спутник» из Нижнего Тагила.
В 2001 году окончила Уральский государственный университет физической культуры, где училась на кафедре теории и методики лёгкой атлетики. Позже работала на этой кафедре преподавателем.
Впервые заявила о себе в лёгкой атлетике на взрослом всероссийском уровне в сезоне 2005 года, когда в составе команды Челябинской области выиграла бронзовую медаль в эстафете 4 × 200 метров на зимнем чемпионате России в Волгограде. Однако вскоре Сафонова провалила допинг-тест, в её пробе были обнаружены следы запрещённого вещества пемолина. Об этом 14 июля в своём ежемесячном информационном письме сообщила Международная ассоциация легкоатлетических федераций — решением Антидопинговой комиссии спортсменку отстранили от участия в соревнованиях на два года, а все её недавние результаты были аннулированы, в том числе третье место на чемпионате России.
По окончании срока дисквалификации в 2007 году Дарья Сафонова переехала на постоянное жительство в Екатеринбург и вернулась в большой спорт — вместе со сборной Свердловской области выиграла серебряную медаль в эстафете 4 × 400 метров на чемпионате России в Туле.
На чемпионате России 2008 года в Казани взяла бронзу в эстафете 4 × 400 метров.
В 2009 году на зимнем чемпионате России в Москве стала серебряной призёркой в индивидуальном беге на 400 метров, уступив на финише только Антонине Кривошапке из Волгоградской области, и одержала победу в эстафете 4 × 200 метров. Попав в основной состав российской национальной сборной, удостоилась права защищать честь страны на чемпионате Европы в помещении в Турине — здесь на дистанции 400 метров получила бронзовую награду, финишировав позади Антонины Кривошапки и представительницы Украины Натальи Пигиды, тогда как в эстафете 4 × 400 метров вместе с соотечественницами Натальей Антюх, Еленой Войновой и Антониной Кривошапкой завоевала золото. Позже в эстафете 4 × 400 метров победила и на летнем чемпионате России в Чебоксарах.
На зимнем чемпионате России 2010 года в Москве в составе сборной Свердловской области была третьей в эстафете 4 × 200 метров. На летнем чемпионате России в Саранске стала бронзовой призёркой в эстафете 4 × 400 метров.
За выдающиеся спортивные результаты удостоена почётного звания «Мастер спорта России международного класса».
Впоследствии работала тренером по бегу в Челябинске.